# Mercenaris d'elit
Mercenaris d'elit (títol original en anglès, Hard Kill) és una pel·lícula de thriller d'acció estatunidenca del 2020 dirigida per Matt Eskandari, protagonitzada per Jesse Metcalfe, Bruce Willis, Natalie Eva Marie, Lala Kent, Texas Battle, Swen Temmel, Sergio Rizzulto, Tyler Jon Olson i Jon Galanis. La pel·lícula segueix un director general que contracta un grup de mercenaris per recuperar una peça de tecnologia i la seva filla segrestada. Es va estrenar el 21 d'agost de 2020 a càrrec de Vertical Entertainment i va ser criticada negativament. S'ha doblat i subtitulat al català.